# 1840
Cette page concerne l'année 1840 (MDCCCXL en chiffres romains) du calendrier grégorien.
L'année 1840 est une année bissextile qui commence un mercredi.

## Événements
- 21 janvier : l’explorateur français Jules Dumont d’Urville prend possession de la Terre Adélie[1].

- 6 février : par le traité de Waitangi, les chefs maoris de Nouvelle-Zélande donnent toute souveraineté au Royaume-Uni. La Nouvelle-Zélande devient une colonie britannique, à égalité de droit avec les Maoris[2]. Le but de ce traité est de protéger les Maoris des colons peu scrupuleux mais, en raison de différences d’interprétation entre les versions anglaise et māori, et de l’inaptitude du gouvernement à régir correctement les ventes de terres, de nombreuses tribus māori (iwi) sont dépossédées de leurs terres ancestrales.
- 20 juin : l’explorateur britannique Edward John Eyre traverse le continent australien d’Adélaïde à Albany qu'il atteint le 7 juillet 1841[3].
- 15 août : arrivée de l’Aube, corvette française à Akaroa. Tentative de colonisation française de la Péninsule de Banks, en Nouvelle-Zélande[4].

### Afrique
- 29 janvier : le roi des Zoulous Dingane est battu à la bataille de Magango par Andries Pretorius allié à son demi-frère Mpande ; Dingane s’enfuit au Swaziland où il est tué et Mpande lui succède[5].
- 2 - 6 février : victoire française en Algérie contre les troupes d'Abd el-Kader à la bataille de Mazagran[6].
- 10 février : Mpande est reconnu comme roi des Zoulous par les Boers[5] (fin de règne en 1858).
- Février : Mohammed ben Ali al-Senoussi quitte La Mecque sous les pressions des ottomans pour Le Caire puis Tripoli[7].

- 12 mars : combat de Tem-Salmet entre Misserghin et Brédéa[8].

- 15 mars : prise de Cherchell par l’armée française[9].

- 12 mai : prise du col de Mouzaïa par les Français[6].
- 17 mai : les troupes françaises occupent Médéa[10].
- 20 mai : combat du bois des Oliviers[11].

- 6 juin : prise de Miliana en Algérie[9].

- 8-9 novembre : enlèvement des matamores de Bou-Chouicha[12].

- 29 décembre : le général Bugeaud nommé gouverneur général de l’Algérie[9].

- Afrique du Sud : le Natal forme une union mal définie avec le Transvaal et le Winburg[13].
- Les Peuls de Sokoto sont repoussés de l'Oyo à la bataille d’Osogbo[14].

### Amérique
- 19 janvier : Austin devient la capitale du Texas[15].
- 12 mai[16] : loi qui met fin à l’expérience fédérale au Brésil. Les conservateurs rétablissent le Conseil d’État supprimé en 1834. Ils accroissent la centralisation[17].

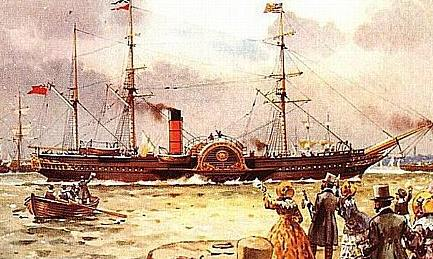
4 juillet : RMS Britannia.

- 4 juillet : premier voyage du vapeur Britannia, de la Cunard Line entre Liverpool et Boston via Halifax[18]. C'est le premier transport transatlantique de passagers sur un bateau à vapeur.

- 22 juillet : les libéraux demandent au jeune empereur du Brésil s’il accepterait d’accéder au trône avant sa majorité fixée par la constitution à 18 ans (1843). Il accepte, et se présente le lendemain à l’Assemblée où il est acclamé par la foule[19]. Né au Brésil, dom Pedro II achève la « brésilianisation » du gouvernement.

- 23 juillet : adoption de l’Acte d'Union au Canada[20].
- 30 octobre-2 décembre : élection présidentielle américaine[21].

### Asie
- 7-10 avril : le Parlement britannique adopte une résolution pour protéger « la liberté de commerce » et décide l’envoi d’une expédition amphibie, qui inaugure la « diplomatie de la canonnière »[22]. Début de la première guerre de l'opium en Chine.
- 21 juin : un corps expéditionnaire britannique (4 000 soldats) se rassemble à Macao dans le sud de la Chine puis bloque Canton[23]. le commissaire impérial Lin Zexu fait renforcer les fortifications de la ville et recrute de nouveaux combattants parmi les pêcheurs.
- 5 juillet, Chine : les Britanniques bombardent Zhoushan, occupent le port et font le blocus du port voisin de Ningbo dans le Zhejiang[23].
- 30 août : la flotte britannique menace Tianjin. Le gouvernement impérial chinois décide de négocier avec la Grande-Bretagne[23], qui accepte, et de renvoyer Lin Zexu. L’envoyé impérial pour les négociations fait démanteler les défenses côtières, et Canton se trouve à la merci des attaques britanniques[24] (octobre-novembre).
- Septembre : un parti cambodgien se tourne vers le Siam pour se libérer de la tutelle vietnamienne. Après une guerre indécise, le pays dévasté devient le vassal de ses deux voisins (1844)[25].

### Proche-Orient
- 5 février : le meurtre d’un moine capucin italien, le père Tommaso déclenche l’affaire de Damas impliquant des Juifs accusés de meurtre rituel à un moment (1840-1841) où la Syrie est occupée par les troupes de l’Égyptien Ibrahim Pacha[26] (fin en août).

- 15 juillet : traité de Londres pour la pacification du Levant[27]. Il confirme la concession de l’Égypte à Méhémet Ali à titre héréditaire ; Méhémet Ali reçoit le pachalik d’Acre à titre viager à condition d’accepter dans les 10 jours la notification de l’accord. Pas de navires de guerre étrangers dans les Détroits en temps de paix.

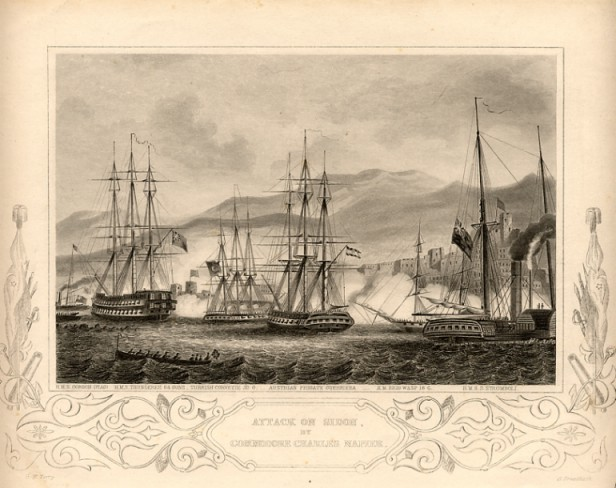
Septembre : attaque de Sidon. Le Royaume-Uni et la Russie interviennent dans le règlement du conflit qui oppose au Liban chrétiens et druzes à l’autorité égyptienne. La flotte britannique bombarde et prend les ports de Beyrouth, de Sidon et d’Acre. Ibrahim Pacha ne réagit pas. Méhémet Ali doit se retirer de Syrie après l’intervention européenne. Les Britanniques exilent Chihab Bachir II, à qui succède Bachir III. Les Français sont tenus à l’écart des négociations.

- 3 septembre : l’émir du Liban Bachir Chehab II est destitué par la Porte et remplacé par Bachir III[29].
- 10-16 septembre : Beyrouth est bombardée par la flotte anglo-austro-turque ; le 11, les forces britanniques et autrichiennes débarquent à l’anse de Nahr el-Kelb[30].
- 14 septembre : le sultan prononce la déchéance de Méhémet-Ali[28].
- 26 septembre : attaque des Britanniques, des Autrichiens et des Turcs sur Sidon[31]. L'archiduc Frédéric d'Autriche, âgé de 19 ans, capitaine de la frégate Guerriera (49 canons) se distingue à la tête de ses troupes lors du débarquement[32]. La place ne tombe qu'au début du mois d'octobre[33].
- 8 octobre : les alliés s'emparent de Qornet Chahouane[34]
- 10 octobre : Beyrouth est prise par les forces anglo-austro-turque[30]. Le 12, le commodore Napier remonte le Nahr el-Kelb et prend possession de la montagne du Liban après avoir pris à revers les troupes d’Ibrahim Pacha près de Bikfaya[35].

- 4 novembre : prise d’Acre par la flotte anglo-austro-turque[35].
- 25 novembre : le commodore Napier avec une partie de l’escadre britannique de Méditerranée (commandée par Stopford) arrive devant Alexandrie et menace Méhémet Ali[36].
- 27 novembre : Napier signe une convention avec Méhémet Ali : il renvoie la flotte turque à Constantinople, il évacue la Syrie et garde le pachalik héréditaire de l’Égypte[36].

### Europe
- 1er janvier : instauration définitive du système métrique en France[37].
- 30 janvier : premier numéro de la Dacie littéraire (Dacia literară), journal publié par Kogalniceanu à Iași[38].

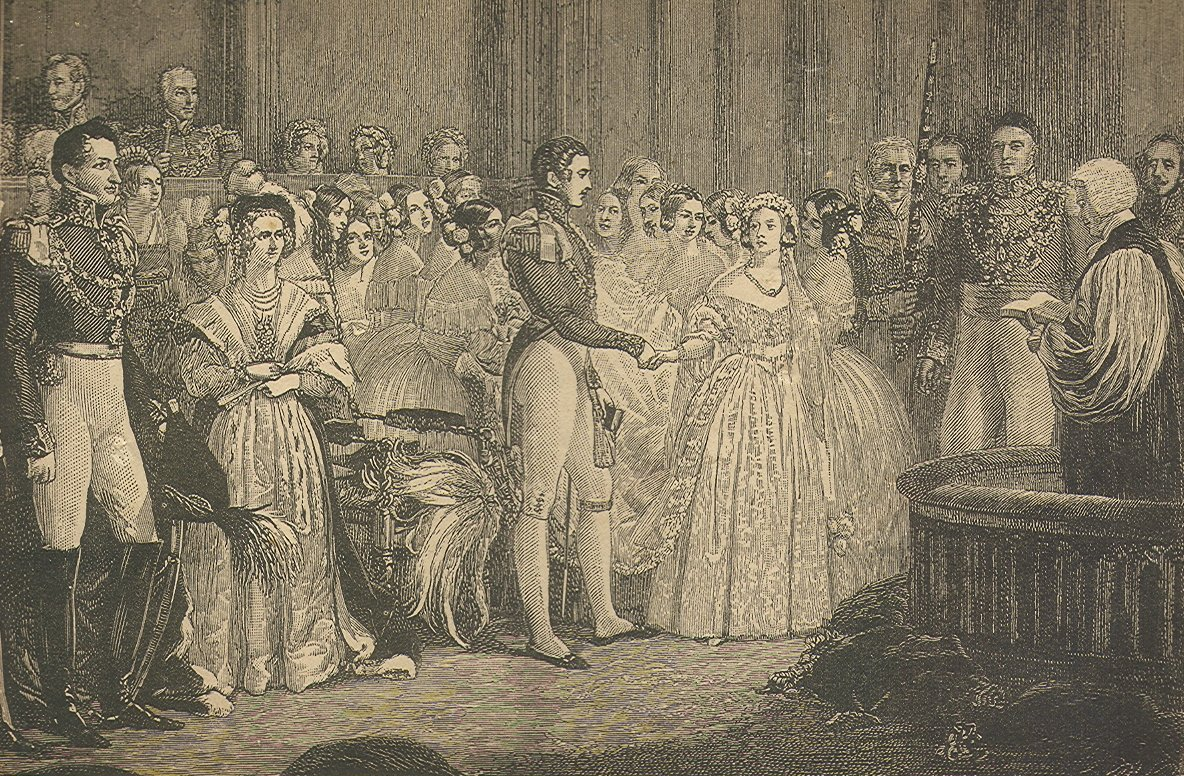
10 février : mariage de Victoria du Royaume-Uni et d'Albert de Saxe-Cobourg-Gotha

- 10 février : Victoria du Royaume-Uni épouse Albert de Saxe-Cobourg-Gotha[39].

- 1er mars : second ministère Thiers, composé d’hommes de gauche[40].

- 18 avril : fondation de la Loyal National Repeal Association. L’homme politique irlandais Daniel O'Connell fait campagne pour la suppression de l’Union[41].

- 6 mai : les postes britanniques émettent le premier timbre postal adhésif à l'effigie de la reine Victoria, le Penny Black[42].
- 10 mai : Lajos Kossuth est libéré sur insistance de la diète hongroise[43]. Devenu directeur de la gazette de Pest en 1841, il s’impose comme chef de l’aile gauche du parti libéral[44].

- 7 juin : début du règne de Frédéric-Guillaume IV de Prusse (fin en 1861)[45]. La bourgeoisie libérale rhénane se rallie aux autorités prussiennes tout en posant comme condition la transformation du royaume en un État constitutionnel et parlementaire qui s’inspirerait de la Diète rhénane.

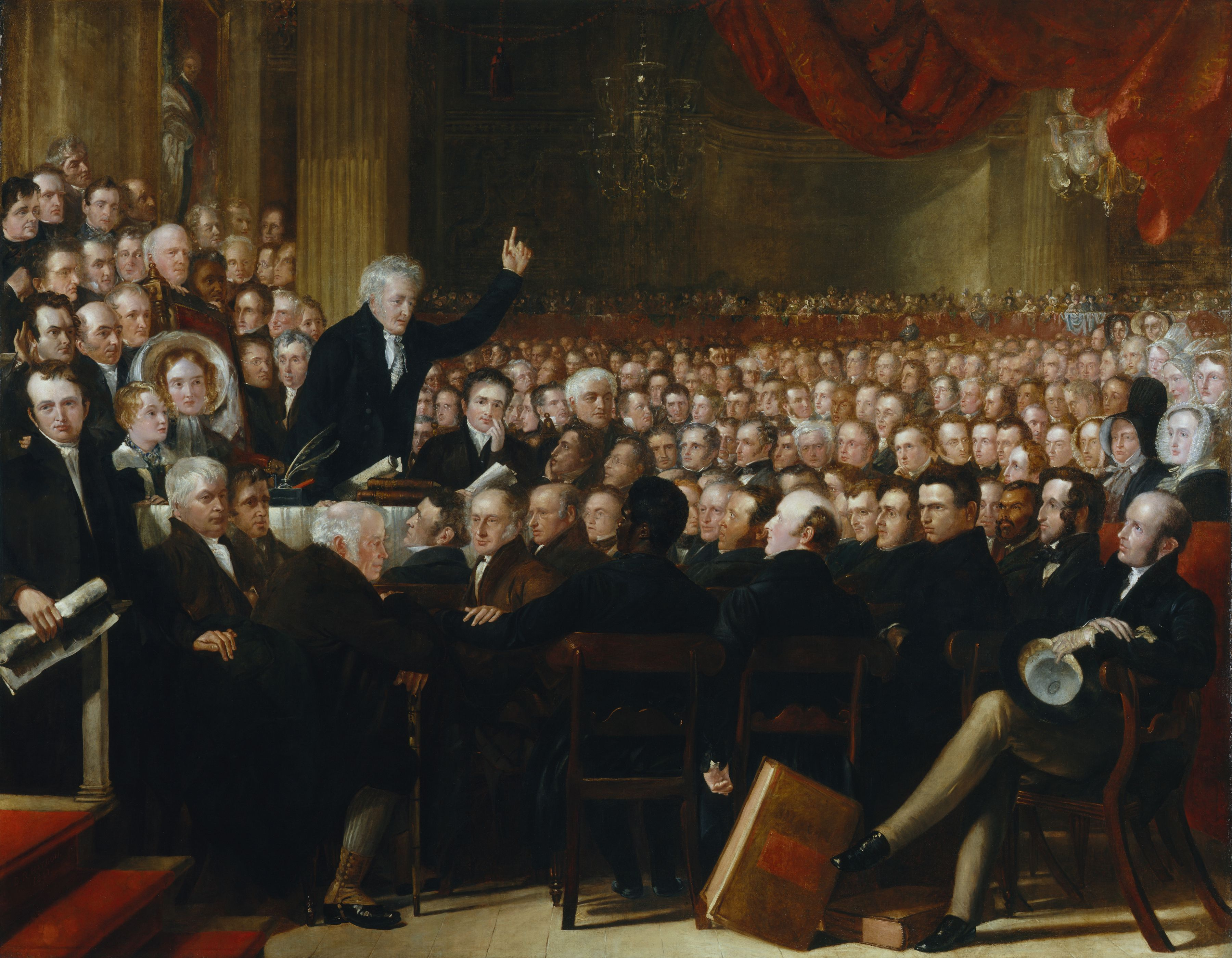
12 juin : convention contre l’esclavage à Londres

- 12-23 juin : convention mondiale contre l’esclavage réunie à Londres[46]. Après un débat houleux, il est décidé d’en exclure les femmes (notamment Lucretia C. Mott et Elisabeth Cady Stanton), qui sont néanmoins autorisées à assister aux réunions, dissimulées derrière un rideau[47].
- 18 juin, Royaume-Uni : un jeune anarchiste de 17 ans tire deux coups de feu sur le carrosse royal, mais sans atteindre ni la reine Victoria, ni le prince consort[48].
- 20 juin : abrogation de l’ancien statut lituanien et introduction du droit russe dans les provinces occidentales de l’Empire russe[49].

- 15 juillet : traité de Londres entre l’Autriche, la Prusse, la Russie et la Grande-Bretagne réglant la question d’Orient en tenant la France à l’écart[27].
- 21 juillet : un accord entre la France et le Royaume-Uni qui retire la concession exclusive d’exploitation des soufres de Sicile qui avait été accordée à la compagnie marseillaise Taix et Aycard règle la question des soufres, crise politique entre l'Empire britannique et le royaume des Deux-Siciles[50].
- 25 juillet : la nouvelle de la signature du traité de Londres provoque stupeur et indignation en France[51]. Thiers, pour faire oublier l’humiliation subie dans l’affaire d’Égypte, revendique la rive gauche du Rhin. Début de la Crise du Rhin, crise diplomatique entre la France et la confédération germanique.

- 6 août : échec d’une nouvelle tentative de Louis-Napoléon Bonaparte à Boulogne. Il est emprisonné à la forteresse de Ham[52],[53].

- 18 septembre : publication du Rheinlied (chanson du Rhin) poème de Nikolaus Becker[54].

- 7 octobre : Guillaume Ier des Pays-Bas, hostile aux règles constitutionnelle imposées par la révision de la constitution, abdique et laisse le pouvoir à son fils Guillaume II[55].
- 12-14 octobre : Pronunciamiento du général Baldomero Espartero en Espagne, qui fait exiler la régente Marie-Christine de Bourbon-Siciles vers la France et prend le pouvoir[56].

- 15 octobre : attentat manqué contre Louis-Philippe Ier[57].
- 21 octobre : démission de Thiers, en désaccord avec le roi à cause de sa diplomatie belliciste[57].
- 29 octobre : troisième ministère Soult, dominé par François Guizot[57].

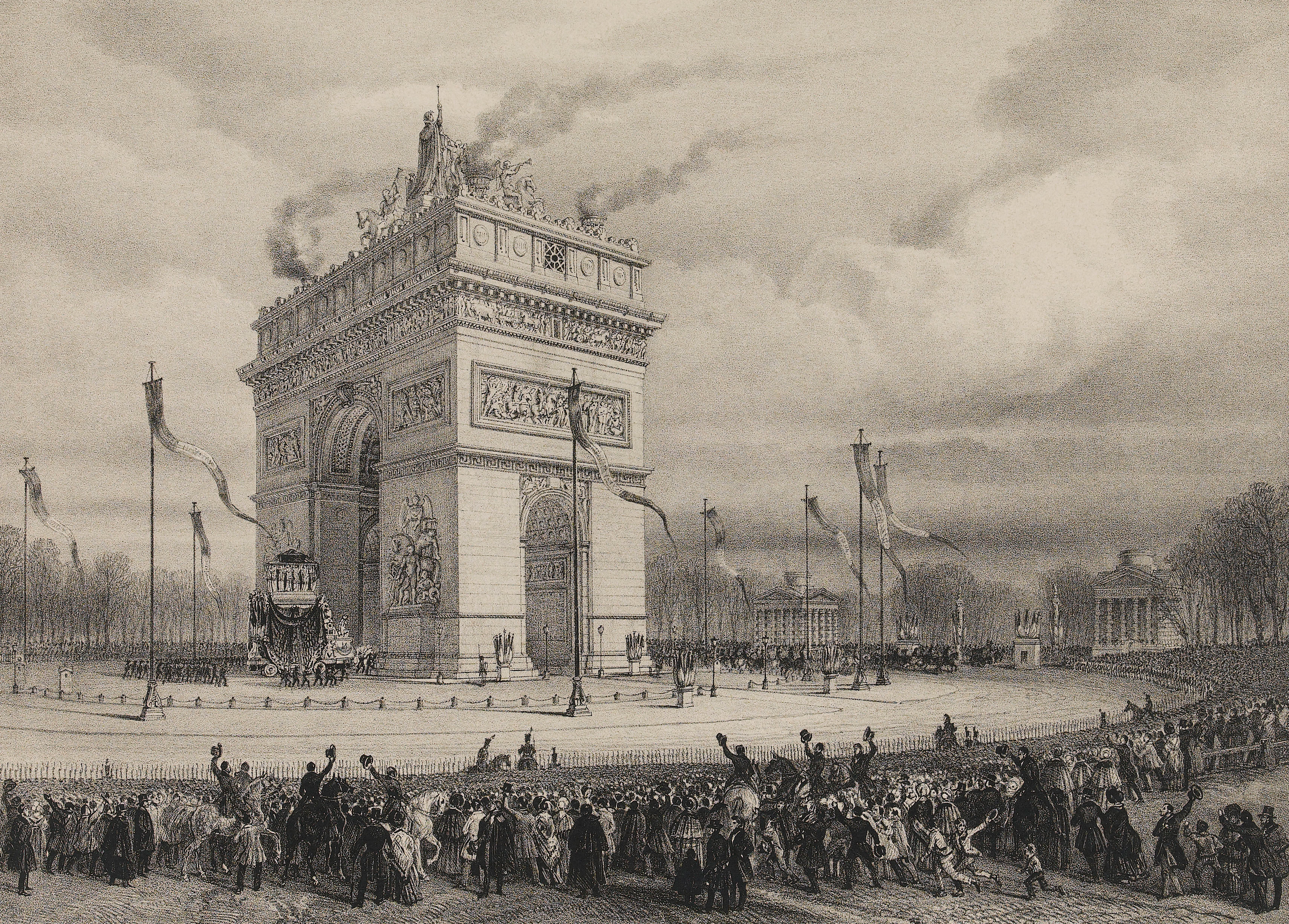
15 décembre : retour des Cendres de Napoléon

- 15 décembre : les cendres de Napoléon Ier sont transférées aux Invalides[58].

- Mesures pour accroître la culture de la pomme de terre en Russie. Résistances paysannes : émeutes des pommes de terre, soulèvement des paysans d’État de la moyenne Volga en 1842[59].

- Publication en France de la première liste des monuments historiques qui comporte 1 034 bâtiments antiques et médiévaux[60] (Ve au XVIe siècle), à l'exception notoire des alignements mégalithiques de Carnac. Tous les monuments classés sont des édifices publics (qui appartiennent à l'État, au département ou à la commune).

## Naissances en 1840
- 1er janvier : John Christian Schultz, homme politique canadien († 13 avril 1896).
- 7 janvier : Georges Douay, compositeur et collectionneur français († 18 septembre 1919).
- 10 janvier : Louis-Nazaire Bégin, cardinal canadien, archevêque de Québec († 18 juillet 1925).
- 12 janvier : Victor Giraud, peintre français († 20 février 1871).
- 17 janvier : Lorenzo Delleani, peintre italien († 15 novembre 1908).
- 18 janvier :
  - Emmanuel de Crussol d'Uzès, 12e duc d'Uzès († 28 novembre 1878).
  - Ernst Rudorff, compositeur, pianiste et pédagogue allemand († 31 décembre 1916).
- 22 janvier : Adolphe Deslandres, compositeur et organiste français († 30 juillet 1911).
- 23 janvier : Xavier Neujean, homme politique belge († 26 janvier 1914).

- 2 février : Louis-Albert Bourgault-Ducoudray, chef d'orchestre et compositeur français († 14 juillet 1910).
- 8 février : Bethenia Angelina Owens-Adair, réformatrice sociale américaine († 11 septembre 1926).
- 10 février : Edmond-Adolphe Rudaux, peintre, illustrateur et graveur français († juin 1908).
- 18 février : John Wesley Judd, géologue britannique († 3 mars 1916).
- 29 février : Giulio Adamoli, ingénieur, patriote et homme politique italien († 25 décembre 1926).

- 4 mars : Alphonse Moutte, peintre français († 21 avril 1913).
- 10 mars : Heinrich Lossow, peintre allemand († 19 mai 1897).
- 15 mars : Lazzaro De Maestri, peintre italien († 28 septembre 1905).
- 23 mars : Louis-Émile Bertin, mathématicien français († 22 octobre 1924).
- 24 mars : Laurent-Olivier David, avocat, journaliste, homme politique et historien canadien († 23 août 1926).

- 1er avril : Illarion Prianichnikov, peintre russe († 24 mars 1894).
- 2 avril : 
  - Ernest Allard, avocat et homme politique belge († 7 août 1878).
  - Émile Zola, écrivain français († 29 septembre 1902).
- 5 avril : Théodore Ritter, compositeur et pianiste français († 6 avril 1886).
- 11 avril : Paul Janson, homme politique belge († 19 avril 1913).
- 12 avril :
  - Carlos Machado Bittencourt, homme politique brésilien († 5 novembre 1897).
  - Ferdinand Roybet, peintre et graveur français († 11 avril 1920).
- 20 avril : Odilon Redon, peintre, graveur et écrivain français († 6 juillet 1916).
- 23 avril : Edmond Maître, musicien, collectionneur d'art et mécène français († 29 mai 1898).
- 26 avril : Alexandre Cousebandt d'Alkemade, militaire et homme politique belge († 2 novembre 1922).

- 3 mai : Nikolaï Kochelev, peintre russe († 1918).
- 4 mai : Otto Baisch, peintre, poète et écrivain allemand († 18 octobre 1892).
- 5 mai : Teofilo Patini, peintre italien († 16 novembre 1906).
- 7 mai : Piotr Ilitch Tchaïkovski, compositeur russe († 6 novembre 1893).
- 9 mai : Cesare Maccari, peintre et aquafortiste italien († 7 août 1919).
- 13 mai : Alphonse Daudet, écrivain français († 16 décembre 1897).
- 19 mai : Louis-Marie Faudacq, douanier, peintre et graveur français († 31 mai 1916).
- 28 mai : Gaetano de Martini, peintre italien († 9 juin 1917).

- 2 juin : Émile Munier, peintre français († 29 juin 1895).
- 5 juin : Otto Frölicher, peintre suisse († 2 novembre 1890).
- 7 juin : Charlotte de Belgique, future impératrice du Mexique († 19 janvier 1927).
- 9 juin :
  - Étienne Mazas, peintre et graveur français († 17 mai 1927).
  -  Custódio de Melo, militaire et homme politique brésilien († 15 mars 1902).
- 10 juin : Theodor Philipsen, peintre danois († 3 mars 1920).
- 11 juin : Henri de Braekeleer, peintre belge († 20 juillet 1888).
- 13 juin : Domenico Bruschi, peintre italien († 19 octobre 1910).
- 30 juin : Émile Zipelius, peintre français († 16 septembre 1865).

- 4 juillet : Eugenio Tano, peintre italien († 6 décembre 1914).
- 5 juillet : Georges Louis Hyon, peintre et illustrateur français († 6 décembre 1913).
- 6 juillet :
  - Johannes Hermanus Barend Koekkoek, peintre néerlandais († 24 janvier 1912).
  - José María Velasco Gómez, peintre mexicain († 26 août 1912).
- 26 juillet : Abigail May Alcott Nieriker, artiste américaine († 29 décembre 1879).
- 28 juillet : George Burritt Sennett, ornithologue américain († 18 mars 1900).

- 19 août : Jeanna Bauck, peintre suédo-allemande († 27 mai 1926).
- 23 août : Gabriel von Max, peintre autrichien né en Bohême († 24 novembre 1915).
- 24 août : Ingeborg Bronsart von Schellendorf, compositrice et pianiste allemande d'origine suédoise († 17 juin 1913).

- 5 septembre : Heinrich Deiters, peintre allemand († 29 juillet 1916).
- 14 septembre : Zéphyrin Camélinat, homme politique français († 1932).
- 17 septembre :
  - Auguste Larriu, organiste et compositeur français († 1925).
  - Ernest Mercier, interprète, historien et homme politique français († 16 mai 1907).
- 18 septembre : Issy Smith, militaire et homme politique britannique puis australien († 11 septembre 1940).
- 23 septembre : Henri-Léopold Lévy, peintre français († 29 décembre 1904).
- 25 septembre : Filippo Carcano,peintre italien († 19 janvier 1914).
- 30 septembre : Jean-Georges Vibert, peintre de genre et dramaturge français († 28 juillet 1902).

- 1er octobre : Michael Logue, cardinal irlandais († 19 novembre 1924).
- 4 octobre : Charles Lenepveu, compositeur et pédagogue français († 16 août 1910).
- 7 octobre : Fritz Ramseyer, missionnaire protestant suisse († 6 août 1914).
- 9 octobre : Gustan Le Sénéchal de Kerdréoret, peintre français († 1933).
- 13 octobre : Mosè Bianchi, peintre italien († 15 mars 1904).
- 17 octobre : André Gill, caricaturiste, peintre et chansonnier français († 1er mai 1885).
- 19 octobre : John White Chadwick, théologien et écrivain américain († 11 décembre 1904).
- 28 octobre :
  - Wilfrid-Constant Beauquesne, peintre français († 9 octobre 1913).
  - Diogène Maillart, peintre français († 3 août 1926).

- 2 novembre : Victorino de la Plaza, homme politique argentin († 2 octobre 1919).
- 5 novembre : Thomas Robert McInnes, homme politique canadien († 19 mars 1904).
- 6 novembre : Léonce Ricau, peintre français († 20 avril 1930).
- 12 novembre : Auguste Rodin, sculpteur français († 17 novembre 1917).
- 14 novembre : Claude Monet, peintre français († 5 décembre 1926).
- 15 novembre : Jules Danbé, violoniste, chef d'orchestre et compositeur français († 30 octobre 1905).
- 16 novembre :
  - Henry Cros, sculpteur, peintre, céramiste et maître verrier français († 31 janvier 1907).
  - Léon Albert Hayon, peintre français († 1885).
  - Henry Markham, homme politique américain († 9 octobre 1923).
- 21 novembre : Victoria du Royaume-Uni, future impératrice Allemande († 5 août 1901).
- 30 novembre : Armand Beauvais, peintre français († 25 juillet 1911).

- 1er décembre : Marie Bracquemond, peintre, graveuse et céramiste française († 17 janvier 1916).
- 7 décembre : Hermann Goetz, compositeur, pianiste et organiste allemand († 3 avril 1876).
- 11 décembre : Giannetto Cavasola, homme politique italien († 27 mars 1922).
- 20 décembre : Kazimierz Alchimowicz, peintre polonais († 31 décembre 1916).
- 25 décembre : Joséphine Houssay, peintre et lithographe française († 27 mars 1914).
- 28 décembre : Thomas Hovenden, peintre et professeur irlando-américain († 14 août 1895).

- Date précise inconnue :
  - Seyyed Abdollah Behbahani, religieux chiite iranien et irakien († 1910).
  - Cornelia Emilian, journaliste et féministe roumaine († 1910).
  - Cheong Fatt Tze, homme d'affaires et homme politique chinois († 1916).
  - Gaston Mélingue, peintre français († 3 avril 1914).
  - Camille Moreau-Nélaton, peintre et céramiste française († 4 mai 1897).

## Décès en 1840
- 7 janvier : Blas Parera, compositeur espagnol (° 3 février 1776).
- 22 janvier : Johann Friedrich Blumenbach, anthropologue et biologiste allemand (° 11 mai 1752).
- 28 janvier : Ernst Ludwig Riepenhausen, peintre et graveur allemand (° 1765).

- 4 mars : Domenico Pellegrini, peintre italien (° 19 mars 1759).
- 19 mars : Thomas Daniell, peintre britannique (° 1749).
- 21 mars : Alexandre de La Motte-Baracé, écrivain et peintre français (° 3 juillet 1781).
- 30 mars : George Brummell, célèbre dandy britannique (° 7 juin 1778).

- 10 avril : Gottlob Bachmann, compositeur et organiste allemand (° 26 mars 1763).
- 24 avril[61] : Sveinn Pálsson, physicien et naturaliste Islandais (° 1762).
- 25 avril : Siméon Denis Poisson, mathématicien français (° 21 juin 1781).

- 2 mai :
  - Pierre-Jacques de Potier, général français (° 7 mars 1780).
  - Hilaire Ledru, peintre français (° 19 février 1769).
- 4 mai : Carl Ludwig Engel, architecte et peintre allemand et finlandais (° 3 juillet 1778).
- 6 mai : Francisco de Paula Santander, militaire et homme d'État colombien, héros de l'indépendance (° 2 avril 1792).
- 7 mai : Caspar David Friedrich, peintre allemand (° 5 septembre 1774).
- 27 mai : Niccolò Paganini, violoniste et compositeur italien (° 27 octobre 1782).

- 6 juin : Marcellin Champagnat, fondateur des frères maristes (° 20 mai 1789).
- 7 juin : Népomucène Lemercier, poète français (° 21 avril 1771).
- 10 juin : Alexandre François Laurent Lepoitevin,magistrat français, pair de France (° 10 août 1745).
- 16 juin : Edward Livingston, homme politique américain (° 3 avril 1796).
- 29 juin : Lucien Bonaparte, académicien français (fauteuil 32) (° 21 mars 1775).

- 23 juillet : Carl Blechen, peintre allemand (° 29 juillet 1798).
- 28 juillet : John George Lambton, homme politique et administrateur colonial britannique (° 12 avril 1792).

- 24 septembre : Vincenzo Chialli, peintre italien (° 27 juillet 1787).

- 12 octobre : Jeanne-Philiberte Ledoux, peintre française (° 1767).
- 19 octobre : Joseph d'Audibert de Ramatuelle, officier de marine français (° 2 avril 1759).

- ? novembre : François-Joseph Dizi, harpiste belge (° 14 janvier 1780).

- 17 décembre : Friedrich August von Stägemann, homme politique prussien (° 7 novembre 1763).
- 23 décembre : Henri Elouis, peintre français (° 20 janvier 1755).

- Date inconnue :
- Francisco Ortiz de Ocampo, militaire et homme politique espagnol puis argentin (° 1771).